# Prix des Mascareignes
Le prix des Mascareignes est un ancien prix littéraire créé en 1963 et remis à compter de 1965 par l'Association des écrivains de langue française à un écrivain du sud-ouest de l'océan Indien, généralement originaire des Mascareignes, pour une œuvre généralement en français.
Le dernier prix  a été remis en 1998. Ce prix a été remplacé par le Grand Prix Littéraire des Océans Indien et Pacifique, créé en 1999

## Palmarès
Liste des récipiendaires du Prix des Mascareignes
| Année | Auteur                                    | Œuvre recompensée                                            | Origine             |
| ----- | ----------------------------------------- | ------------------------------------------------------------ | ------------------- |
| 1965  | Jean Albany                               | Miel vert                                                    | La Réunion          |
| 1966  | Édouard Maunick                           | inconnu                                                      | Maurice             |
| 1967  | Auguste Toussaint                         | pour l'ensemble de son œuvre                                 | Maurice             |
| 1969  | Benjamin Cazemage (d)                     | La vie et l’œuvre de Marius-Ary Leblond                      | La Réunion          |
| 1970  | Jean Urruty                               | Le Mauricien Toulet                                          | Maurice             |
| 1972  | Jean Fanchette                            | Psychodrame et théâtre moderne                               | Maurice             |
| 1973  | Marcelle Lagesse (pseudonyme : Rita Marc) | Sont amis que vent emporte : roman                           | Maurice             |
| 1974  | Pierre Renaud (1921-1976) (d)             | Les balises de la nuit                                       | Maurice             |
| 1975  | Alain Lorraine                            | Tienbo le rein suivi de Beaux visages cafrines sous la lampe | Maurice             |
| 1978  | Leu Mancienne                             | Fler fletri                                                  | Seychelles          |
| 1979  | Antoine Abel                              | Une tortue se rappelle ! : récit                             | Seychelles          |
| 1979  | Jean-Henri Azéma                          | Olographe                                                    | La Réunion          |
| 1980  | Marie-Thérèse Humbert                     | À l'autre bout de moi                                        | Maurice             |
| 1984  | Guy Sylvio Bigaignon                      | Le paille-en-queue : roman                                   | Maurice             |
| 1985  | Jean-François Samlong                     | Madame Desbassayns                                           | La Réunion          |
| 1986  | Mohamed Toihiri                           | La république des imberbes : roman comorien                  | Comores             |
| 1988  | Amédée Nagapen                            | L'Église à Maurice, 1810-1841                                | Maurice             |
| 1989  | Guy Lionnet                               | La geste française aux Séchelles                             | Maurice, Seychelles |
| 1994  | Monique Agénor                            | L'aïeule de l'isle Bourbon                                   | La Réunion          |
| 1995  | François Dijoux                           | L'âme en dose                                                | La Réunion          |
| 1996  | Carl de Souza                             | La maison qui marchait vers le large : roman                 | Maurice             |
| 1998  | Lilian Berthelot                          | L'outre-mère, ou, Les eaux de Mériba                         | Maurice             |